# 程业棠
程业棠（1912年—1986年），中国人民解放军将领、中国人民解放军开国少将。
曾任第17文化速成中学校长。1955年，授予中国人民解放军少将。